# Auriscalpium andinum
Auriscalpium andinum là một loài nấm trong họ Auriscalpiaceae của bộ Russulales. Ban đầu được mô tả năm 1895 với danh pháp Hydnum andinum bởi Narcisse Théophile Patouillard, nó đã được chuyển qua chi Auriscalpium năm 2001 bởi Leif Ryvarden. Nó được tìm thấy ở Ecuador.